# Ah! La Barbe
Ah! La Barbe (in italiano Ah! La Barba, noto negli Stati Uniti come A Funny Shave) è un cortometraggio francese del 1905 diretto da Segundo de Chomón.

## Trama
Il film mostra un uomo che mentre si rade la barba mangia un po' della sua schiuma da barba. Questo gli fa vedere allucinazioni di facce grottesche nel suo specchio, il che lo porta a rompere il vetro.